# Sueño Georgiano
Sueño Georgiano - Georgia Democrática (en georgiano: ქართული ოცნება – დემოკრატიული საქართველო, romanizado: K'arte'uli ots'neba – demokratiuli Sak'arte'velo) es el principal partido político de centro izquierda de Georgia. Fue creado el 19 de abril de 2012 por el empresario y político multimillonario Bidzina Ivanishvili. Es el partido más importante de la coalición Sueño Georgiano, conformada por seis partidos y ganadora de las elecciones parlamentarias de 2012.
Sueño Georgiano se declaró originalmente como un partido pro-europeo de centroizquierda, que buscaba una mejor integración con Occidente y la OTAN. Sin embargo, con el tiempo se movió en una dirección euroescéptica iliberal y conservadora. Actualmente se describe como un partido atrapalotodo (izquierda y derecha), a pesar de permanecer a la izquierda en asuntos fiscales. La principal crítica del partido siempre ha sido su supuesta política exterior antioccidental y pro-Rusia, que el partido niega reiteradamente. También ha sido acusado de soborno de votos, retroceso democrático, autoritarismo y gobierno autocrático.
Desde el comienzo de la invasión rusa de Ucrania en 2022, Sueño Georgiano ha apoyado narrativas antioccidentales, incluidas las afirmaciones sobre un «Partido de la Guerra Global» que intenta involucrar a Georgia en una guerra contra Rusia.

## Historia

### Creación
El partido emergió a partir del colectivo homónimo creado por Bidzina Ivanishvili como plataforma para sus actividades políticas en diciembre de 2011. Dado que Ivanishvili no era ciudadano georgiano al momento de la constitución del partido, el abogado Manana Kobajidze fue elegido presidente interino. Varias figuras notables dieron su apoyo a la organización, como el político Sozar Subari, el ex diplomático Tedo Japaridze, el ajedrecista Zurab Azmaiparashvili, el comentarista Irakli Sesiashvili, el escritor Guram Odisharia y el futbolista Kaja Kaladze.
Sueño Georgiano venció al partido gobernante Movimiento Nacional Unido en las elecciones parlamentarias de 2012, formando una coalición con otros seis partidos de oposición, consiguiendo el 54.97 % de los votos y 85 escaños en el parlamento, mientras que su principal rival obtuvo el 40,34 %. El entonces presidente Mijeíl Saakashvili admitió la derrota de su partido y prometió colaborar con el proceso constitucional para formar un gobierno nuevo. El partido revalidó su victoria en las elecciones parlamentarias de 2016.

## Coalición

Bandera de Sueño Georgiano.

La coalición Sueño Georgiano estuvo compuesta inicialmente por seis partidos políticos de orientaciones ideológicas diversas. Incluía partidos favorables a una economía de mercado, que reivindicaban el liberalismo social, así como nacionalistas radicales con retórica xenófoba, y representantes del antiguo gobierno de Eduard Shevardnadze, quien fue desalojado del poder tras la revuelta popular de 2003. El nombre de la alianza está inspirado en una canción del rapero Bera, hijo de Ivanishvili.

### Partidos en alianza
- Sueño Georgiano – Georgia Democrática - 97 escaños.
- Partido Conservador de Georgia - 6 escaños.
- Socialdemócratas para el Desarrollo de Georgia - 6 escaños.
- La Industria Salvará a Georgia - 6 escaños.

### Ex aliados
- Nuestra Georgia - Demócratas Libres - 8 escaños (abandonaron la coalición y formaron un partido opositor el 5 de noviembre de 2014)
- Foro Nacional - 6 escaños (abandonaron la coalición el 3 de abril de 2016, tras una convención partidaria donde la mayoría de sus miembros optaron para retirarse).
- Partido Republicano de Georgia - 10 escaños (abandonaron la coalición antes de las elecciones de 2016).

## Historial electoral
| Elecciones | Líder                | Votos     | %     | Escaños | +/– | Posición | Gobierno |
| ---------- | -------------------- | --------- | ----- | ------- | --- | -------- | -------- |
| 2012       | Bidzina Ivanishvili  | 1 184 612 | 54,97 | 85/150  | 85  | 1.º      | Sí       |
| 2016       | Giorgi Kvirikashvili | 857 394   | 48,65 | 115/150 | 30  | 1.º      | Sí       |
| 2020       | Giorgi Gakaria       | 928 004   | 48,22 | 90/150  | 25  | 1.º      | Sí       |
| 2024       | Irakli Kobajidze     | 1 120 053 | 53,93 | 89/150  | 1   | 1.º      | Sí       |